# Juan Vilá Reyes
Juan Vilá Reyes (Barcelone, 1925 – ibidem, 2007) est un ingénieur textile et chef d’entreprise espagnol.
Au milieu de la décennie 1950, il cofonda l’entreprise Matesa, productrice de machines textiles d’un type innovant, et ambitionna d’en faire, par le développement de ses exportations, la première multinationale espagnole. À cet effet, il abusa frauduleusement du système de crédits à l’exportation (par le biais de la banque publique BCI) mis en place par le régime franquiste, alors préoccupé avant tout de restaurer la balance des paiements. La mise en évidence de la fraude (basée sur des exportations fictives) en 1969 déclencha une campagne de presse, tolérée sinon orchestrée par les ministres « bleus » en exercice (tenants de l’idéal autarcique phalangiste, mais de plus en plus écartés de la prise de décision économique), avides d’éclabousser par un scandale leurs rivaux, les ministres « technocrates » ayant tutelle sur la BCI, tous proches de l’Opus Dei et partisans d’une plus grande ouverture sur l’extérieur, accusés à présent d’incurie et de favoritisme envers un entrepreneur — Vilá Reyes — appartenant à leur milieu et auparavant encensé par eux. Vilá Reyes, bien que protestant de son innocence, fut condamné dans un premier temps à plusieurs fortes amendes, pour lesquelles il fut gracié par Franco en septembre 1971, puis à plus de 200 ans d’emprisonnement et d’une nouvelle amende, peines pour lesquelles il fut amnistié, cette fois par Juan Carlos I, en décembre 1975, au bout de plus de six ans de détention préventive. En mars 1983, la Matesa fut relancée sous forme de société coopérative, dans laquelle Vilá Reyes était également partie prenante.

## Biographie

### Origines familiales
Pendant la Guerre civile espagnole, la famille de Juan Vilá Reyes, après s’être d’abord réfugiée en France et en Italie, finit par s’installer à Zarauz, en Guipuscoa (Pays basque), où le père entreprit de remettre en marche une modeste usine textile. La Guerre civile terminée, Vilá Reyes acheva son baccalauréat à Barcelone en 1945, puis obtint le titre d’ingénieur technique industriel textile. En 1942, la famille Vilá mit sur pied à Pampelune un atelier d’apprentissage, converti quatre ans plus tard en Manufacturas Arga. À l’âge de 25 ans, Vilá Reyes contracta mariage avec María Concepción Costa Oller, avec qui il eut sept enfants.
Vilá Reyes passait pour être très proche des milieux de l’Opus Dei.

### Parcours d’entrepreneur

#### À la tête de la Matesa (1956-1969)
Au début des années 1950, Vilá Reyes fonda sa propre entreprise, dénommée Iwer, qui se vouait à la recherche et développement dans le domaine de la technologie textile et produisait des brevets qui étaient ensuite vendus en Espagne et à l’étranger.
En 1956 vit le jour la firme Maquinaria Textil del Norte de España SA (connu sous l’acronyme Matesa ou MATESA), où il fut actif comme membre délégué du conseil d’administration. La Matesa se consacrait à la fabrication, à l’aide de pièces importées des États-Unis, d’un nouveau modèle de métier à tisser mécanique ayant la particularité de se passer d’une navette et pour lequel la firme avait acquis en 1957 le brevet français Ancet-Fayolle en vue de son exploitation commerciale dans le monde entier, à l’exception de la France, des Pays-Bas et des anciennes colonies de ces pays. Le siège central et les bureaux d’étude étaient situés à Barcelone, tandis que les ateliers de montage se trouvaient à Pampelune, qui était alors l’un des centres vitaux de l’Opus Dei,. En 1967, le capital social de l’entreprise se montait à 600 millions de pesetas et était à partir de cette date en totalité aux mains de la famille Vilá Reyes, qui déjà dans les années antérieures en avait été l’actionnaire majoritaire. Depuis 1967, il n’existait plus de conseil d'administration, la firme étant en effet désormais dirigée par trois administrateurs solidaires : les frères Juan et Fernando Vilá Reyes, et Manuel Salvat Dalmau, beau-frère des précédents,,.
La Matesa avait entamé ses activités d’exportation en 1964 et avait décroché par deux fois le Brevet de l’exportateur (Carta de Exportador) de première catégorie (respectivement en décembre 1966 et avril 1969),, et en outre, le ministère de l’Éducation et des Sciences lui avait décerné la grand-croix de l’Ordre d'Alphonse X le Sage en reconnaissance de son œuvre de « recherche industrielle ». Ce succès obtenu en pleine Campagne nationale pour l’exportation, avait valu une popularité notable à Juan Vilá Reyes, alors premier responsable de l’entreprise,.
Vilá Reyes faisait figure d’entrepreneur d’une espèce nouvelle, qui se plaisait à se donner le genre du « manager américain », doué « d’agressivité exportatrice », se déplaçait dans son avion privé, et était doté d’un entregent hors de l’ordinaire (il s’était notamment lié d’amitié avec Valéry Giscard d'Estaing et apporta son concours financier à la campagne électorale de Richard Nixon, etc.). En somme, la Matesa était devenue le navire-amiral d’un nouveau type d’entreprenariat, ouvert au marché international, que les autorités économiques franquistes, oublieuses de l’ancien idéal autarcique, s’appliquaient désormais à mettre en avant. Une marque symptomatique de la bienveillance des différents secteurs de l’administration franquiste envers la Matesa fut la sentence indulgente prononcée en 1967 par le Tribunal des délits monétaires à l’encontre de l’entreprise pour délit d’évasion de capitaux portant sur une somme de 103 millions de pesetas.
Le gouvernement espagnol, préoccupé par le déficit chronique de la balance des paiements, avait mis en place une politique d’aide aux exportations, notamment par le biais de crédits accordés par la Banque de crédit industriel (BCI), nationalisée quelques années auparavant,. Juan Vilá Reyes avait trouvé dans ce système la source de financement dont il avait besoin pour réaliser les objectifs fixés par son entreprise, c’est-à-dire, en particulier, de se hisser en peu d’années au rang de première multinationale industrielle espagnole. L’expansion internationale du produit que fabriquait et commercialisait la Matesa, la machine textile IWER, d’un type inédit (car jusque-là tous les métiers mécaniques comportaient une navette), capable de tisser tout type de matériau (y compris le papier et le fibre de verre), impliquait des dépenses et des risques considérables, puisqu’il nécessitait de mettre en place un réseau de filiales internationales appelées non seulement à vendre le produit, mais aussi à prendre en charge le service après-vente, et que les difficultés inhérentes à la mise sur le marché d’un produit innovant ne pouvaient être surmontées qu’au moyen de l’octroi d’importants avantages financiers aux clients. Par suite, la Matesa devint forte consommatrice de crédits, le solde débiteur de la firme à l’égard de la BCI s’accroissant de 22 millions de pesetas environ en 1964 (équivalant à 3,3 % du total des crédits à la exportation accordés par la BCI) aux quelque 10 000 millions qui allaient scandaliser l’opinion espagnole en 1969 (équivalant à environ 50 % du total, et à 25 % du total des fonds de la banque, pour le compte d’une seule entreprise).

#### Scandale Matesa
En 1969, peu après avoir acquis la célébrité grâce à son passage dans l’émission d’entretiens de la Televisión Española Ésta es su vida, et au moment où les affaires de la firme étaient à leur apogée, il advint que la Direction générale des douanes le dénonça pour détournement de fonds publics, pour un montant de dix mille millions de pesetas. La MATESA avait bénéficié de ladite somme dans le cadre d’un financement spécial de la part de la Banque de crédit industriel (BCI) en faveur d’opérations d’acquisition à l’étranger. Sommé d’expliquer l’objet des contrats conclus, Vilá Reyes confessa avoir utilisé les succursales de la firme à l’étranger comme entrepôt pour simuler des mouvements d’exportation, avec le placet de la BCI.
Fin mai 1969, le ministre du Commerce, Faustino García-Moncó, eut une entrevue avec Juan Vilá Reyes, où celui-ci avoua qu’un tiers des exportations de son entreprise étaient fictives et à l’issue de laquelle il fut convenu d’écarter Vilá Reyes de la direction de la firme et d’élaborer un plan de redressement dans le but de corriger la trajectoire d’une entreprise dans laquelle les autorités continuaient malgré tout à mettre leurs espoirs.
Pendant que les suspicions sur un comportement irrégulier de la Matesa allaient s’amplifiant, il fut décidé en octobre 1968, à la suite d’un accord entre le ministre des Finances Juan José Espinosa San Martín et Juan Vilá Reyes, d’intégrer dans le personnel de la Matesa l’ingénieur Juan Ignacio Trillo y López-Mancisidor, qui était connu du ministre et qui fut missionné de mettre de l’ordre dans l’imbroglio administratif de l’entreprise. Le 15 juillet, les quatre actionnaires, à savoir Juan, Fernando et Blanca Vilá Reyes et Manuel Salvat Dalmau, tinrent une réunion où il s’accordèrent pour révoquer les administrateurs, pour transférer leurs pouvoirs à Trillo et au fonctionnaire technico-commercial Lorenzo Zavala Richi, pour céder les actions de l’entreprise l’Institut officiel de crédit (dépendant de la BCI), et pour céder à l’État tous les biens et droits de la société et la totalité des patrimoines personnels des actionnaires. Le plan envisageait, dans une deuxième étape, la mise sous séquestre de l’entreprise par l’État et la confirmation de Trillo et de Zavala en qualité de curateurs, qui auraient à tâche d’acquitter les dettes et de redimensionner la firme en fonction de ses possibilités véritables. Les curateurs s’avisèrent bientôt que la situation était bien pire que ce qu’ils soupçonnaient ; ainsi p. ex., les exportations fictives ne se montaient pas à un, mais aux deux tiers. Ce constat incita le directeur des douanes à saisir le Tribunal spécial des délits monétaires, tandis que les ministres des Finances et du Commerce soumettaient au Conseil des ministres leur plan de mise sous séquestre de la Matesa.
L’affaire provoqua un remue-ménage sans précédent dans toute la presse espagnole de l’époque et donna lieu, avec pour le moins l’assentiment tacite des ministres « bleus » (héritiers du phalangisme) Manuel Fraga et José Solís, à une véritable campagne de presse, qui allait assurer au scandale une ample répercussion tant en Espagne que dans le monde et en faire l’occasion d’un règlement de comptes politique, en éclaboussant les ministres dits « économiques » du gouvernement, tous affiliés ou sympathisants de l’Opus Dei. En effet, dans la classe gouvernante espagnole couvait depuis au moins septembre 1968 une lutte de tendances entre d’un côté les bleus (en perte de vitesse), incarnés par les ministres Fraga et Solís, rejoints occasionnellement par le ministre des Affaires étrangères Fernando María Castiella, et de l’autre les technocrates (partisans du libéralisme, en ascension), représentés par les ministres « économiques » (Navarro Rubio et Espinosa San Martín et García-Moncó), emmenés par le président de facto du Conseil des ministres, Carrero Blanco, et dont López Rodó faisait figure de chef de file,.
Vilá Reyes pour sa part protestait de son innocence dans une lettre à son avocat datée du 15 août et publiée par tous les journaux à la fin du mois, dont l’hebdomadaire Mundo (revue de politique étrangère de l’agence officielle EFE), qui assurait que tout « l’argent parvenu dans ses coffres avait été investi, selon ce qu’ont assuré des sources généralement bien informées, dans des travaux d’infrastructure, de recherche et d’amélioration des réseaux commerciaux et du service après-vente », lettre où Vila Reyes insistait :

« En vingt ans de dur travail, nul n’a pu nous accuser, ma famille ou moi-même, d’amoralité professionnelle ; cependant si, malgré cela, j’avais été un individu sans vergogne capable d’avoir fait ce qu’ils disent, ils ne m’auraient pas attrapé ici. Sincèrement, ce sont là les deux choses que me dérangent le plus : de passer pour un malhonnête et pour un imbécile. »

L’auteur et journaliste César Vidal affirme que le stratagème utilisé par Vilá Reyes constituait une pratique généralisée à cette époque, et va jusqu’à conjecturer que l’activité de la Matesa, dans l’hypothèse où elle n’ait pas été interrompue, aurait pu être viable.

#### Procédure pénale et condamnation
À l’issue des différents procès intentés contre Juan Vilá Reyes furent prononcées les condamnations suivantes :
- Amende de 21 000 000 de pesetas infligée en octobre 1967 par le Tribunal spécial des délits monétaires pour un délit d’évasion de devises d’un montant avéré de 103,5 millions de pesetas[21].
- Amende de 1 658 millions et peine d’emprisonnement de trois ans imposées par le même Tribunal en mai 1970 et confirmées, après que le condamné eut interjeté appel, par le Tribunal économico-administratif central en janvier 1972[21],[22]. Aux termes de la grâce de septembre 1971 accordée par Franco, il fut dispensé de s’acquitter de l’amende et de purger un quart de la peine de prison. La grâce lui fut octroyée avant même la confirmation de la sentence.
- En mai 1975, l’Auditorat provincial de Madrid le condamna pour délits d’escroquerie sur un montant de 8 933 et de 590 millions de pesetas respectivement (équivalant à 1 263 millions d’euros au cours de 2013)[21],[note 2], pour 417 délits de faux en écriture dans le cadre d’opérations commerciales, et pour quatre délits de corruption active[21]. Vilá Reyes fut condamné à une peine d’emprisonnement de plus de 223 années et à 9 600 millions de pesetas d’indemnisations et d’amendes, verdict ensuite confirmé en février 1976 par le Tribunal suprême. Ces décisions judiciaires restèrent cependant sans effet attendu que Vilá Reyes, défendu alors par le dirigeant historique de la CEDA, José María Gil-Robles, fut gracié par le roi Juan Carlos I, nouvellement intronisé, et remis en liberté le 2 décembre 1975, après six ans et demi de détention préventive[23],[24].

La mesure de grâce décidée par Franco en septembre 1971 peut s’interpréter comme résultant de sa volonté de couper court à la tournure trop politique qu’avait prise l’affaire, mais pour l’historien Stanley Payne, elle serait à examiner à la lumière de la menace proférée par Vilá Reyes dans une lettre écrite le 5 mai 1971 en prison (où il se trouvait dans l’attente de son recours en appel) à l’attention de Carrero Blanco, où il prévint celui-ci sans ambages que si le gouvernement ne trouvait pas le moyen de l’innocenter, il rendrait publique une vaste documentation en sa possession apportant les preuves d’un trafic généralisé de devises vers l’étranger dans les années de 1964 à 1969. La lettre comportait un « appendice documentaire » répertoriant les différents documents susceptibles de servir de preuve d’activités de cette nature exercées par 453 personnalités et entreprises commerciales de premier plan, dont un grand nombre étaient étroitement liées au régime,.

#### Rôle dans le destin ultérieur de la Matesa
La Commission de liquidation, mise sur pied pour tenter de recouvrer les 9 800 millions de pesetas accordés au titre de crédits et les 1 300 millions redevables par la Matesa au titre d’intérêts à la BCI — montants tels qu’ils s’établissaient au moment de l’éclatement du scandale —, ne parvint à récupérer que 6 900 millions de pesetas (au cours de 1983), provenant essentiellement des entités d’assurances. On ne put rien récupérer de la Matesa elle-même, ni quasiment rien de Vilá Reyes. Comme quelque 4 000 millions de pesetas furent prélevés sur un organisme autonome du ministère des Finances (le Consorcio de Compensación de Seguros) et les 326 millions restants sur Crédito y Caución, société relevant majoritairement du secteur public et seulement en minorité du secteur assurantiel privé, c’est en fait à l’État espagnol qu’il revenait d’éponger le déficit.
La Matesa, mise sous séquestre en 1969, poursuivit ses activités industrielles sous la tutelle d’un administrateur judiciaire jusqu’en mars 1983, date à laquelle elle fut publiquement offerte à la vente et adjugée pour un montant de 66 000 pesetas à une société coopérative formée d’anciens employés de la firme, qui allait entreprendre sous le parrainage du même Vilá Reyes de commercialiser un nouveau métier à tisser dénommé Iwer de Navarra.

### Liens avec l’Opus Dei
Les attaches qu’aurait supposément eues Vilá Reyes avec les ministères économiques par le biais de l’organisation catholique Opus Dei fut un aspect important du scandale Matesa. José María Gil-Robles, qui figura comme avocat de Vilá Reyes lors de son procès, fit paraître le 17 septembre 1978 un article dans le journal El Correo de Andalucía tendant à disculper l’Opus Dei, et dont voici un extrait :

« À cause de cela, au lieu d’établir exactement ce qui s’est passé, l’on s’est hâté de limoger les ‘bleus’ et à confirmer à leurs postes les éléments de l’Opus [Dei], de qui il me faut dire en conscience, bien que cette entité ne me soit pas sympathique, qu’aucun n’a commis d’irrégularité, et moins encore d’immoralité. »

Il est à signaler que l’Opus Dei avait des membres aussi bien chez les personnes mis en cause que chez les dénonciateurs, à commencer par le fonctionnaire des douanes qui dévoila l’affaire, ce qui explique sans doute la décision salomonique de Franco, car outre les mis en cause, deux ministres réputés être leurs adversaires durent quitter le gouvernement : Fraga et Solís. Vilá Reyes lui-même niait être membre de l’Opus Dei et récusait tout lien de celui-ci avec son négoce.

### R.C.D. Español
Vilá Reyes était membre du comité directeur du club RCD Español, sous la présidence de Cesáreo Castilla Delgado (1962) et de Josep Fusté Noguera (1963-1966), avant d’accéder à son tour à la présidence en juillet 1967, avec l’appui de Juan Antonio Samaranch. Sous son mandat, l’Español réussit à attirer cinq joueurs d’exception — José María, Ré, Rodilla, Amas et Marcial —, passés dans l’histoire du football sous le surnom des « cinq dauphins ». De plus, le club emménagea dans de nouveaux bureaux rue Villarroel à Barcelone, en remplacement de ceux que le club occupait rue Córcega.
En automne 1969, Vilá Reyes démissionna de la présidence de l’Español en alléguant des raisons de santé. Sa gestion financière donna matière à critique, vu qu’il laissa une ardoise de 150 millions de pesetas. Dans la compétition nationale, le club rétrograda vers la deuxième division, en dépit de l’équipe hors du commun que l’entrepreneur avait constituée. À l’époque, c’était un lieu commun que d’imputer ces mauvais résultats sportifs à des interférences politiques.